# Oued Sebaa
Oued Sebaa è un comune dell'Algeria, situato nella provincia di Sidi Bel Abbes.